# Багдасарян, Вардан Эрнестович
Варда́н Эрне́стович Багдасаря́н (род. 5 января 1971, Кольчугино, Владимирская область, РСФСР, СССР) — российский историк и политолог. Доктор исторических наук (2000), профессор. Заслуженный работник высшей школы Российской Федерации.

## Биография
Родился 5 января 1971 года в Кольчугино Владимирской области.
В 1993 году окончил исторический факультет Московского областного педагогического института по специальности «История и общественно-политические дисциплины».
В 1996 году в Государственной академии сферы быта и услуг защитил диссертацию на соискание учёной степени кандидата исторических наук по теме «Исторические взгляды Николая Ивановича Ульянова».
В 2000 году в Московском государственном университете сервиса защитил диссертацию на соискание учёной степени доктора исторических наук «„Теория заговора“ в отечественной историографии второй половины XIX—XX вв.: критика мифологизации истории». Научный консультант — доктор исторических наук, профессор А. И. Зевелев.
Обладатель гранта Президента РФ для молодых докторов наук по теме «Россия в условиях трансформаций: корреляция традиционного и инновационного потенциалов в сфере общественного сознания» на материалах которого основывалось диссертационное исследование.
Профессор и заведующий кафедрой истории и политологии РГУТиС (до 2012/2013 учебного года включительно).
Профессор кафедры истории России Средних веков и Нового времени, а с сентября 2013 года декан исторического факультета (ныне — факультет истории, политологии права Историко-филологического института) МГОУ. Член диссертационного совета МГОУ по защите диссертаций на соискание степеней доктора и кандидата исторических наук.
С 2011 года — профессор кафедры государственной политики факультета политологии МГУ имени М. В. Ломоносова. До 2017 года — ведущий научный сотрудник Центра изучения истории территории и населения России ИРИ РАН.
Научный редактор альманахов «Армагеддон» и «Духовность», член редакционных коллегий научных журналов «Вестник МГОУ» и «Проблемный анализ и государственно-управленческое проектирование».
С 2018 года — главный редактор журнала «Вестник Московского государственного областного университета. Серия: История и политические науки».
Член Союза журналистов России. Является экспертом РГНФ, общественных объединений «Лиги здоровья нации» и «Российский союз молодёжи», а также научных организаций «Центр изучения кризисного общества», «Центр научной политической мысли и идеологии». В своих выступлениях критикует эволюционное учение Дарвина.
Член Организационного комитета ежегодного всероссийского научно-общественного «Педагогического форума» (Санкт-Петербург). Председатель Московского областного регионального отделения всероссийского общества «Знание». Заместитель председателя Ассоциации учителей истории и обществознания Московской области. Член Совета по присуждению ежегодных премий Губернатора Московской области «Наше Подмосковье».
Действительный член РАЕН и Академии геополитических проблем. Член ассоциации Российского общества политологов.
Является постоянным участником научно-практических семинаров «Проблема современного государственного управления в России» и «Гуманитарные науки и высшие ценности российского государства». Руководитель постоянно действующего семинара на базе ИРИ РАН «Российские диаспоры ближнего и дальнего зарубежья».
Эксперт Центра проблемного анализа и государственно-управленческого проектирования.
Постоянный член Изборского клуба.
В 2024 году был доверенным лицом кандидата в президенты России Владимира Путина.

## Награды
- Медаль ордена «За заслуги перед Отечеством» II степени (2023)[11].
- Почётный работник науки и техники Российской Федерации[1]
- Почётный работник высшего профессионального образования Российской Федерации[1]
- Заслуженный работник высшей школы Российской Федерации[1]
- Лучший учёный года МГОУ за 2014, 2016 годы[1]
- Лучший по профессии в сфере образования за 2015 год в номинации «Лучший руководитель образовательной организации высшего образования»[1]

## Отзывы
Историки В. Ю. Дашевский и С. А. Чарный указывают, что историки В. Э. Багдасарян и С. И. Реснянский в своей статье «Поиски „масонского заговора“ и кризис правой идеологии в предреволюционной России» («Вопросы истории» 2017 г. № 9) «камня на камне не оставили от „масонских“ конспирологических теорий».

## Основные научные труды

### Монографии
- Багдасарян В. Э. Традиционализм и цивилизационная идентичность России. — М.: Собрание, 2006. — 239 с.
- Багдасарян В. Э. Российское образование: выбор пути (монография). — М.: Отчий дом, 2019. — 336 с.
- Багдасарян В. Э. Мир под прицелом революции. — СПб.: Питер, 2017. — 319 с.
- Багдасарян В. Э. Октябрь 1917-го. Русский проект. — М.: Алгоритм, 2017. — 222 с.
- Багдасарян В. Э. Россия — Запад: цивилизационная война: монография. — М.: ФОРУМ: ИНФРА-М, 2017. — 410 с.
- Багдасарян В. Э. Политическая символика: монография. — М.: ИНФРА-М, 2017. — 221 с.
- Багдасарян В. Э. Крупская и педагогическая эпоха. — М.: ИИУ МГОУ, 2019. — 180 с.
- Багдасарян В. Э. Конституция Российской Федерации в сравнительном страновом и историческом анализе. — М.: Духовное просвещение, 2019. — 296 с.
- Багдасарян В. Э. 22.02.2022. Том 1: Проект «Запад». — М.: Концептуал, 2022. — 368 с.
- Багдасарян В. Э. 22.02.2022. Том 1: Русская альтернатива. — М.: Концептуал, 2022. — 352 с.

### Коллективные монографии
- Якунин В. И., Сулакшин С. С., Багдасарян В. Э. и др. Государственная политика вывода России из демографического кризиса. — М.: ЗАО «Издательство „Экономика“», Научный эксперт, 2007. — 888 с.
- Якунин В. И., Багдасарян В. Э., Сулакшин C. C. Идеология экономической политики: проблема российского выбора. Монография. — М.: Научный эксперт, 2008. — 288 с.
- Якунин В. И., Сулакшин С. С., Багдасарян В. Э., Нетесова М. С. Образование как фактор экономического развития. Монография. — М.: Научный эксперт, 2008. — 104 с.
- Якунин В. И., Сулакшин С. С., Симонов В. В., Багдасарян В. Э., Вилисов М. В., Куропаткина О. В., Нетесова М. С., Сазонова Е. С., Силантьев Р. А., Хвыля-Олинтер А. И., Ярутич А. Ю. и др. Социальное партнерство государства и религиозных организаций. Монография. — М.: Научный эксперт, 2009. — 232 с.
- Якунин В. И., Сулакшин С. С., Симонов В. В., Багдасарян В. Э. и др. Правовое противодействие расовой, национальной, религиозной дискриминации. Монография. — М.: Научный эксперт, 2009. — 224 с.
- Якунин В. И., Багдасарян В. Э., Куликов В. И., Сулакшин С. С. Вариативность и цикличность глобального социального развития человечества. Монография. — М.: Научный эксперт, 2009. — 464 с.
- Якунин В. И., Сулакшин С. С., Багдасарян В. Э., Вилисов М. В., Репин И. В. Восстановление инструментария мотиваций в государственном управлении России. — М.: Научный эксперт. — 224 с.
- Сулакшин С. С., Багдасарян В. Э., Колесник И. Ю. Государственное управление в России и труд. Оплата, мотивация, производительность. Монография. — М.: Научный эксперт, 2010. — 248 с.
- Якунин В. И., Багдасарян В. Э., Сулакшин С. С. Западня: новые технологии борьбы с российской государственностью. — М.: Эксмо, 2010. — 432 с.
- Федулин А. А., Багдасарян В. Э. Сервис в историческом и философском осмыслении. — М.: Собрание, 2010. — 240 с.
- Багдасарян В. Э., Сулакшин С. С. Властная идейная трансформация: Исторический опыт и типология: монография. — М.: Научный эксперт, 2011. — 344 с.
- Сулакшин С. С., Багдасарян В. Э., Бачурина Д. В. и др. Научный макет новой Конституции России. — М.: Научный эксперт, 2011. — 456 с.
- Якунин В. И., Сулакшин С. С., Багдасарян В. Э., Кара-Мурза С. Г., Деева М. А., Сафонова Ю. А. Постиндустриализм. Опыт критического анализа. Монография. — М.: Научный эксперт, 2012. — 288 с.
- Якунин В. И., Сулакшин С. С., Аверкова Н. А., Багдасарян В. Э, Орлов И. Б. и др. Политическое измерение мировых финансовых кризисов. Феноменология, теория, устранение. — М.: Научный эксперт, 2012. — 632 с.
- Якунин В. И., Сулакшин С. С., Багдасарян В. Э. и др. Национальная идея России. В 6 т. Т. I—VI. — М.: Научный эксперт, 2012.
- Багдасарян В. Э., Федулин А. А. Сервис и ценности: вызов консюмеризма. — М.: Собрание, 2012. — 264 с. (http://www.lubimayarossia.ru/material/258)
- Багдасарян В. Э., Сулакшин С. С. Высшие ценности Российского государства. Серия «Политическая аксиология». Монография. — М.: Научный эксперт, 2012. — 624 с.
- Сулакшин С. С., Багдасарян В. Э., Колесник И. Ю., Куропаткина О. В., Макурина Л. А., Нетёсова М. С. Партийная и политическая система России и государственное управление. Актуальный анализ: научная монография. — М.: Научный эксперт, 2012. — 320 с.
- Якунин В. И., Сулакшин С. С., Багдасарян В. Э., Орлов И. Б., Строганова С. М. Качество и успешность государственных политик и управления. Серия «Политическая аксиология». — М.: Научный эксперт, 2012. — 496 с.
- Якунин В. И., Багдасарян В. Э., Сулакшин С. С. Новые технологии борьбы с российской государственностью: монография. 3-е изд., исправл. и дополн. — М.: Научный эксперт, 2013. — 472 с.
- Багдасарян В. Э., Сулакшин С. С. Сложная социальная система в витальном подходе. — М.: Научный эксперт, 2013. — 392 с.
- Багдасарян В. Э., Сулакшин С. С. Религиозное и научное познание. — М.: Научный эксперт, 2013. — 344 с.
- Багдасарян В. Э., Сулакшин С. С. Превосходство, присвоение, неравенство. — М.: Научный эксперт, 2013. — 304 с.
- Сулакшин С. С., Багдасарян В. Э., Вилисов М. В. и др. Нравственное государство. От теории к проекту. — М.: Наука и политика, 2015. — 424 с.
- Сулакшин С. С., Багдасарян В. Э., Балмасов С. С. и др. Россия и мир. Российский мировой проект: в 2 т. / под общ. ред. С. С. Сулакшина. — М.: Наука и политика, 2016.
- Сулакшин С. С., Багдасарян В. Э., Березина И. М. и др. Россию ждет революция? Вопросы перехода к постлиберальной модели России (алгоритм и сценарии). — М.: Наука и политика, 2016. — 712 с.
- Багдасарян В. Э., Орлов И. Б., Асонов Н. В., Реснянский С. И. и др. Антироссийские исторические мифы. — СПб.: Питер, 2016. — 384 с.
- Багдасарян В. Э., Сулакшин С. С. Современный фашизм: новые облики и проявления. — М.: Наука и политика, 2017. — 328 с.
- Сулакшин С. С., Багдасарян В. Э., Волк В. В. и др. Вызов культурной дерусификации (россиефобии) и государственный ответ. — М.: Наука и политика, 2017. — 400 с.
- Сулакшин С. С., Аргунова В. Н., Багдасарян В. Э. и др. Государство справедливости — праведное государство (от теории к проекту). — М.: Наука и политика, 2018. — 512 с.

### Учебники, учебные пособия
- Багдасарян В. Э., Орлов И. Б., Шнайдген Й. Й., Федулин А. А., Мазин К. А. Советское зазеркалье. Иностранный туризм в СССР в 1930—1980-е годы: Учебное пособие. — М.: Форум, 2007. — 256 с.
- Федулин А. А., Багдасарян В. Э., Белов А. Ю., Орлов И. Б., Репников А. В., Реснянский С. И., Сотников С. А., Толстая Н. Е. Отечественная история IX—XIX вв.: учебник / коллектив авторов; под ред. А. А. Федулина. — М.: КНОРУС, 2016. — 608 с.
- Багдасарян В. Э., Орлов И. Б., Попов А. Д. История туризма Учебное пособие. — М.: ИНФРА-М, 2020. — 190 с.
- Багдасарян В. Э. История общественно-политической мысли России: учебное пособие. — М.: ИНФРА-М, 2020. — 247 с.
- Багдасарян В. Э. Ценностные основания государственной политики: учебник. — М: ИНФРА-М, 2018. — 286 с.
- Багдасарян В. Э., Орлов И. Б., Катагощина М. В. и др. История сервиса: учебное пособие. — М.: ИНФРА-М, 2018. — 337 с.
- Багдасарян В. Э. , Биржаков М. Б. , Бобылев В. Ю., Житенев С. Ю., Орлов И. Б., Путрик Ю. С., Федулин А. А. История туризма : учебник / коллектив авторов; отв. ред. и сост. Ю. С. Путрик. — М.: Федеральное агентство по туризму, 2014. — 256 с.
- Багдасарян В. Э., Абдулаев Э. Н., Клычников В. М. и др. Школьный учебник истории и государственная политика. — М.: Научный эксперт, 2009. — 376 с.

### Энциклопедии
- Символы, знаки, эмблемы: Энциклопедия / авт.-сост. В. Э. Багдасарян, И. Б. Орлов, В. Л. Телицын; под общ. ред. В. Л. Телицына. — 2-е изд. — М.: ЛОКИД-ПРЕСС, 2005. — 494 с.
- Багдасарян В. Э. Духоборцы // Религиоведение: Энциклопедический словарь / Под ред. А. П. Забияко, А. Н. Красикова, Е. С. Элбакян. — М.: Академический проект, 2006. — 1256 с. — ISBN 5-8291-0756-2.

### Избранные статьи
- Багдасарян В. Э. Демонологическая парадигма христианской конспирологии // Армагеддон. — 1999. — № 3.
- Реснянский С. И., Багдасарян В. Э. Образование и церковь // Вестник РУДН. Серия: История России. 2002
- Реснянский С. И., Багдасарян В. Э. Эсхатологические представления в дискурсе постсоветских трансформаций // Вестник РУДН. Серия История. 2016. № 3.
- Реснянский С. И., Багдасарян В. Э. Столетие Российской революции 1917 года в фокусе антироссийской исторической пропаганды. // Вестник РУДН. Серия История. 2017. № 2. С. 303—323.
- Реснянский С. И., Багдасарян В. Э. Поиск «масонского заговора» и кризис правой идеологии в предреволюционной России // Вопросы истории. 2017. № 9. С. 3-16.
- Реснянский С. И., Багдасарян В. Э. Версия о ритуальном убийстве царской семьи в исторической литературе и общественном дискурсе // Вопросы истории. 2018. № 3. С.35-49.

### Избранные рецензии
- Багдасарян В. Э., Реснянский С. И. Рец. на сборник документов: «Конфессиональная политика Временного правительства России» / Сост., авт. предисл. и комм. М. А. Бабкин (М.: Политическая энциклопедия, 2018) (англ.) // Вестник Российского университета дружбы народов. Серия: История России. — 2020. — Т. 19, № 1. — С. 269—276. — ISSN 2312-8674.